# كليمينز فريتز
كليمين فريتز (بالألمانية: Clemens Fritz) من مواليد 7 ديسمبر 1980 في إرفورت في ألمانيا ، لاعب كرة قدم ألماني.
يلعب مع نادي فيردر بريمن منذ عام 2006.
بدأ باللعب مع منتخب ألمانيا لكرة القدم في عام 2006.
للمزيد من المعلومات : الموقع الرسمي لللاعب
http://www.clemensfritz.com/

## روابط خارجية
- كليمينز فريتز على موقع الاتحاد الدولي (مؤرشف)  (الإنجليزية)
- كليمينز فريتز على موقع الاتحاد الأوربي (الإنجليزية)
- كليمينز فريتز على موقع قاعدة بيانات كرة القدم.إي يو (الإنجليزية)
- كليمينز فريتز على موقع بيانات كرة القدم. دي إي (الألمانية)
- كليمينز فريتز على موقع ناشيونال فوتبول تيمز (الإنجليزية)
- كليمينز فريتز على موقع Soccerway.com (الإنجليزية)
- كليمينز فريتز على موقع عالم كرة القدم.نت (الإنجليزية)
- كليمينز فريتز على موقع كووورة
- كليمينز فريتز على موقع AS.com (الإسبانية)